# مسعود بوحسين
مسعود بوحسين (مواليد سنة 1974) هو ممثل ومخرج مغربي، شارك في عدة أفلام مغربية، ويشغل منصب رئيس النقابة الوطنية لمهنيي الفنون الدرامية.
شارك في العديد من الأعمال المسرحية والسينمائية، وهو حاصل على دكتوراه في علم المسرح من الجامعة الوطنية للفن المسرحي ببوخارست (رومانيا) سنة 2003، وأستاذ بالمعهد العالي لفنون المسرح والتنشيط السينمائي وخريج نفس المعهد سنة 2007، شارك العديد من الأعمال المسرحية الناجحة على المستوى الوطني، من بينها مسرحية «الهواوي قايد النسا» لأحمد الطيب العلج.
شارك في تأطير ورشة دولية لتكوين الممثل بمسرح «البيكولو» الشهير بيملانو، وإخراجه لمسرحية «سميرة» وهي عمل مشترك بين المعهد العالي للفن المسرحي والتنشيط الثقافي بالرباط والمدرسة الملكية للدراما بمدريد ومسرح البيكولو بميلانو.

## أعماله
- ثمن الرحيل (2003)
- غزل الوقت (2004)
- زمن الرفاق (2008)